# Sarah Polk
Sarah Childress Polk (Murfreesboro (Tennessee), 4 september 1803 - Nashville (Tennessee), 14 augustus 1891) was de echtgenote van Amerikaans president James Knox Polk en de first lady van het land tussen 1845 en 1849.

## Jonge leven
Opgroeien deed ze op een plantage in Murfreesboro, Tennessee als de oudste dochter van kapitein Joel en zijn vrouw Elizabeth Childress. Ze volgde een hoge opleiding voor een vrouw uit die tijd. Op nieuwjaarsdag 1824 huwde ze met James K. Polk.
Er wordt gezegd dat oud-president Andrew Jackson hun romance aanmoedigde; hij maakte van Polk een politieke protegé, hij zetelde veertien jaar in het congres. Het koppel had geen eigen kinderen maar voedde een neefje, Marshall Tate Polk (1831-1884), als hun eigen kind op. Nadat haar man stierf, werd Sarah voogd van een nichtje dat wees was, Sarah Polk Jetton (1847-1924) en voedde haar als haar eigen kind op.
Ze vergezelde haar man naar Washington zoveel ze kon en ze werden al snel toegelaten tot de selecte beau monde. Sarah hielp haar man veel met toespraken, kopieerde zijn correspondentie en gaf hem advies.

## First lady
Als overtuigde presbyteriaan weigerde ze naar paardenrennen of het theater te gaan. Toen James in 1845 terugkeerde naar Washington als president werd ze first lady. Ze was op het inaugurele bal maar danste daar niet.
In tegenstelling tot de walsen van Julia Tyler pakte ze alles sober aan. Er werd gezegd dat er nooit wijn geserveerd werd maar dat werd weerlegd door de vrouw van een Congreslid die in haar dagboek had geschreven over een diner op het Witte Huis dat vier uur duurde en dat ze zes verschillende glazen wijn had die in een regenboog om haar bord stonden. Sarah was goed in conversaties en was vrij populair en had het respect van iedereen.

## Latere leven

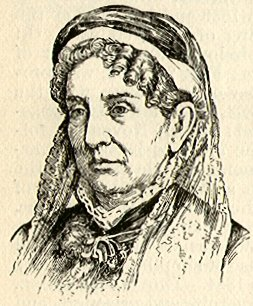
Polk in haar latere jaren

Slechts drie maanden na zijn ambtstermijn en hun verhuizing naar hun nieuwe huis, Polk Place, in Nashville, overleed James, het kortste pensioen voor een voormalig president. Sarah leefde, bijna altijd in het zwart gekleed, nog 42 jaar in het huis en genoot aldus het langste pensioen voor een voormalige first lady. Tijdens de burgeroorlog bleef mevrouw Polk buiten de strijd en ontving met waardigheid zowel leiders van de Unie als van de Confederatie; allen respecteerden Polk Place als neutraal terrein. Ze bleef thuis wonen tot haar dood, kort voor haar 88ste verjaardag waardoor ze een van de langstlevende first lady’s is uit de Amerikaanse geschiedenis: enkel Anna Harrison, Betty Ford, Edith Wilson, Lady Bird Johnson en Bess Truman werden ouder. Ze werd naast haar man begraven in de Tennessee State Capitol in Nashville.
Sarah Polk overleefde zelfs een heel aantal van haar opvolgsters: Margaret Taylor, Abigail Fillmore, Jane Pierce, Mary Todd Lincoln, Eliza Johnson en Lucy Webb Hayes. Ze overleefde ook veel opvolgers van haar man: Zachary Taylor, Millard Fillmore, Franklin Pierce, James Buchanan, Abraham Lincoln, Andrew Johnson, Ulysses S. Grant, James A. Garfield en Chester A. Arthur. In tegenstelling tot andere presidentiële vrouwen was haar gezondheid goed: waarschijnlijk door het feit dat ze geen kinderen had; ze was ook een van de jongste first lady’s in dat tijdperk: ze was 41 toen ze naar het Witte Huis ging, even oud als Dolley Madison toen die naar het Witte Huis ging in 1809.